# Pistolet maszynowy SITES Spectre
Spectre – włoski pistolet maszynowy produkowany przez firmę SITES SpA.

## Historia
Spectre został skonstruowany przez Roberto Teppę jako broń przeznaczona do przenoszenia z nabojem w komorze, a jednocześnie pozbawiona jakichkolwiek nastawnych bezpieczników. Aby to osiągnąć, konstruktor wyposażył Spectre w mechanizm samonapinania bijnika i automatyczny bezpiecznik wewnętrzny.
Spectre jest produkowany od początku lat 80 XX wieku, ale pomimo intensywnych testów (m.in. w Egipcie, Jordanii, Kolumbii, Kuwejcie, Pakistanie i Tajlandii) oraz pozytywnych ocen prasy fachowej nie zdobył większej popularności i nie został oficjalnie przyjęty do uzbrojenia żadnej formacji zbrojnej. Jedynym większym użytkownikiem tej broni jest armia Chorwacji która zakupiła ich bliżej nieokreśloną liczbę w latach 90. XX wieku.
Podstawowa wersja Spectre M4 była produkowana w kalibrze 9 mm Parabellum. Wersje samopowtarzalne produkowane na rynek cywilny były produkowane także w jako broń kalibru .45 ACP i .40 S&W.

## Wersje
- Spectre M4 – wersja podstawowa.
- Spectre DA – wersja samopowtarzalna z wydłużoną lufą.
- Spectre Carbine (Spectre C) – wersja samopowtarzalna z lufą długości 420 mm, z muszką przeniesioną na koniec lufy.
- Spectre HC (Spectre P) – wersja samopowtarzalna, pozbawiona kolby i chwytu przedniego (tzw. pistolet szturmowy).
- Spectre PCC – wersja przystosowana do montażu tłumika dźwięku SITES EM-F2.

## Opis

Przekrój magazynka czterorzędowego.

Spectre M4 jest bronią samoczynno-samopowtarzalną. Zasada działania oparta na odrzucie zamka swobodnego. Spectre strzela z zamka zamkniętego. Zamek dwuczęściowy składa się z trzonu zamkowego i umieszczonego za nim bijnika podpartych własnymi sprężynami.
Mechanizm spustowy umożliwia prowadzenie ognia pojedynczego i seriami. M4 pozbawiony jest bezpiecznika nastawnego. Broń przenoszona jest z bijnikiem spuszczonym. Po naciśnięciu na spust bijnik jest napinany, a następnie zwalniany co powoduje strzał (mechanizm spustowy z samonapinaniem). Po zwolnieniu spustu zamek zatrzymuje się w przedniej pozycji, a bijnik jest zatrzymywany w tylnej części komory zamkowej. Po strzelaniu bijnik można zwolnić przy pomocy dźwigni umieszczonej nad chwytem pistoletowym. Przełącznik rodzaju ognia znajduje się nad językiem spustowym.
M4 jest bronią zasilaną przy pomocy czterorzędowych magazynków pudełkowych o pojemności 30 lub 50 naboi. Gniazdo magazynka znajduje się pomiędzy chwytami pistoletowymi.
Lufa poligonalna o długości 130 mm.
Kolba składana na wierzch komory zamkowej. Przyrządy celownicze mechaniczne (celownik przerzutowy).